# Драгомарецкий, Сергей Дмитриевич
Сергей Дмитриевич Драгомарецкий (укр. Сергій Дмитрович Драгомарецький; 16 января 1955 — 16 мая 1996) — украинский политический деятель, депутат Верховной рады Украины II созыва (1994—1996).

## Биография
Родился 16 января 1955 года.
Окончил Одесский институт инженеров морского флота по специальности «инженер-экономист», в дальнейшем защитил диссертацию и получил звание кандидата экономических наук.
На парламентских выборах 1994 года был избран народным депутатом Верховной рады Украины II созыва от Ильичевского избирательного округа № 295 Одесской области. В парламенте был членом Комитета по вопросам экономической политики, был главой контрольной комиссии по вопросам приватизации, входил во фракцию Коммунистической партии Украины. Являлся членом ЦК КПУ.
16 мая 1996 года погиб в ДТП на трассе Киев-Одесса, автомобиль «Таврия», в котором находился Драгомарецкий, вылетел с дороги и врезался в дерево. Вместе с ним погиб другой народный депутат-коммунист Михаил Мясковский. В 1996 году некоторые СМИ связывали их гибель с приватизационными процессами, проходившими в Одессе.